# Video Phone
„Video Phone” este un cântec al interpretei americane Beyoncé. Piesa a fost produsă de către compozitorii Bangladesh și Sean Garrett și inclusă pe cel de-al treilea material discografic de studio al artistei, I Am... Sasha Fierce. „Video Phone” se găsește pe cel de-al doilea disc al albumului, fiind lansat ca cel de-al optulea extras pe single al materialului în septembrie 2009.
Compoziția a primit o serie de recenzii favorabile, dar și un număr semnificativ de critici, Digital Spy fiind de părere că „este lipsit de sclipirea predecesoarelor sale”. Pentru a crește notorietatea cântecului a fost realizat un remix oficial cu solista Lady Gaga. Piesa s-a bucurat de o campanie de promovare și de un videoclip, al cărui premieră a avut loc pe data de 17 noiembrie 2009, cu doisprezece zile mai târziu decât se preconizase. Materialul video al celor două a fost criticat de Camilla Parker, Ducesa de Cornwall pentru scenele ce conțin dansuri provocatoare și obiecte vestimentare sumare.
În ciuda campaniei de promovare de care s-a bucurat, „Video Phone” a devenit cel mai slab clasat single al materialului I Am... Sasha Fierce la nivel mondial, ocupând poziții de top 40 doar în Australia, Croația, Noua Zeelandă și Spania. În Regatul Unit este prima înregistrare a lui Knowles extrasă pe disc single ce nu intră în primele patruzeci de trepte ale ierarhiilor oficiale. „Video Phone” este doar una dintre cele două cântece la care Knowles a colaborat cu Lady Gaga, cel de-al doilea fiind „Telephone”.

## Informații generale
Înregistrarea a fost realizată de Knowles în colaborare cu producătorii Shondrae „Bangladesh” Crawford, Sean „The Pen” Garrett, cu cei doi realizând și compoziția „Diva”, de pe același album I Am... Sasha Fierce. „Video Phone” se găsește pe cel de-al doilea disc al materialului, fiind prezent atât pe versiunea standard, cât și pe ediția specială a colecției de cântece.
Pentru a crește popularitatea piesei, Beyoncé a realizat un remix în colaborare cu interpreta de origine americană Lady Gaga. Acesta a fost inclus pe o variantă reeditată a albumului de proveniență, I Am... Sasha Fierce. „Video Phone” este doar una dintre cele două înregistrări la care solistele au colaborat, Knowles făcându-și apariția și pe compoziția „Telephone”, șlagărul lui Lady Gaga inclus pe materialul The Fame Monster.

## Structura muzicală
„Video Phone” este un cântec rhythm and blues, scris într-o tonalitate minoră, ce prezintă influențe de muzică electronică și hip-hop. Ritmul melodiei vocale conține doar câteva sincope, fiind folosit doar câte un acord pe spații mari. Compoziția se bazează pe structuri repetitive, utilizându-se din abundență orchestrele de coarde. De asemenea, nu există secțiuni instrumentale lungi, apelându-se și la armonii vocale. Atât în varianta principală a cântecului, cât și în remixul oficial vocea principală este asigurat de mezzo-soprana Beyoncé Knowles, interpretarea sa fiind una fiind una dinamică și dublată prin supraînregistrare. În remixul oficial, Lady Gaga o însoțește pe solistă la nivel vocal, ambele reușind să susțină atât vocea principală, cât și acompaniamentul.

## Recenzii
Compoziția „Video Phone” a primit atât recenzii pozitive, cât și critici. Leah Greenblatt de la Entertainment Weekly include cântecul în categoria celor mai interesante înregistrări ale materialului I Am... Sasha Fierce, alături de compoziții precum „Diva” sau „Radio”. The Boston Pheonix aseamănă piesa cu cântecul „Diva”, ambele fiind descrise ca „interesante”, însă par a fi „în contradicție cu imaginea publică a lui B”. Rolling Stone felicită versatilitatea lui Knowles de a interpreta cântece din cele mai diverse, printre care și „Video Phone”. James Reed  de la The Boston Globe declară: „«Sasha Fierce» ne prezintă alter-ego-ul ei [al lui Knowles] care spune și face lucruri pe care Beyoncé, fata cea bună, nici măcar nu ar îndrăzni să le ia în considerare”, făcând referire la înregistrarea „Video Phone”, în timp ce Michaelangelo Matos de la A.V. Club aseamănă compoziția cu o piesă „specifică lui Missy Elliott din 2001”.
Alexis Petridis de la publicația britanică The Guardian descrie piesa astfel: „Aproape la fel de ciudat [precum „Diva”], dar mult mai bun, este «Video Phone», care ne prezintă o față necunoscută a lui Beyoncé Knowles, aceea de pornograf amator”. PopMatters consideră că „«Video Phone» este suficient de sexy, până la punctul în care aproape că devine inconfortabil să ne gândim la ea în momentul în care ascultă piesa în aceeași cameră cu tatăl său”. David Balls de la Digital Spy oferă compoziției doar două puncte dintr-un total de cinci, acesta fiind cel mai slab calificativ al unui single lansat de pe albumul I Am... Sasha Fierce, afrmând: „cântecul în sine — discul single cu numărul opt de pe I Am... — este lipsit de sclipirea predecesoarelor sale”. Coke Machine Glow descrie înregistrarea ca fiind „cea mai anostă” dintre piesele de pe material.

## Ordinea pieselor pe disc
| Nr.                                                      | Titlul            | Durată |
| -------------------------------------------------------- | ----------------- | ------ |
| Disc single distribuit în S.U.A.                         |                   |        |
| 1.                                                       | „Video Phone” [A] | 3:35   |
| 2.                                                       | „Video Phone” [B] | 3:27   |
| EP digital distribuit în Franța, Italia, Mexic și S.U.A. |                   |        |
| 1.                                                       | „Video Phone” [A] | 3:35   |
| 2.                                                       | „Video Phone” [C] | 5:04   |
| 3.                                                       | „Poision” [D]     | 4:04   |

| Nr.                                   | Titlul              | Durată |
| ------------------------------------- | ------------------- | ------ |
| EP digital distribuit în Regatul Unit |                     |        |
| 1.                                    | „Video Phone” [C]   | 5:04   |
| 2.                                    | „Video Phone” [E]   | 7:53   |
| 3.                                    | „Video Phone” [F]   | 7:02   |
| 4.                                    | „Video Phone” [G]   | 6:33   |
| 5.                                    | „Video Phone” [H]   | 7:00   |
| 6.                                    | „Video Phone” [III] | 3:37   |

Specificații
| - A ^ Versiunea de pe albumul părinte I Am... Sasha Fierce. - B ^ Negativul înregistrăii. - C ^ Remix „Extended Remix” realizat în colaborare cu Lady Gaga. - D ^ Versiunea de pe ediția specială a albumului I Am... Sasha Fierce lansată în 2009. | - E ^ Remix realizat de Gareth Wyn. - F ^ Remix realizat de Oli Collins și Fred Portelli. - G ^ Remix realizat de Doman și Goodin. - H ^ Remix „My Digital Enemy”. - III ^ Editare radio realizată de Gareth Wyn . |

## Videoclip

În timp ce primele cadre ale materialului aduc un omagiu filmului Reservoir Dogs, restul videoclipului se concentrează pe afișarea unor coregrafii și a unui grup de elemente cu tentă erotică.

Pentru realizarea acestui videoclip, Knowles a apelat la regizorul Hype Williams, cu are solista a colaborat și la materialul promoțional al șlagărului său din 2006, „Check on It”. Scurtmetrajul a fost realizat pentru remixul oficial ce o include și pe interpreta Lady Gaga. Filmările au luat startul pe data de 7 octombrie 2009, totul fiind realizat într-un cadru izolat. De asemenea, niciun mijloc de filmare nu a fost permis pe platouri. Primele informații au fost furnizate de către un martor, el declarând pentru revista Life and Style faptul că videoclipul va conține mai multe coregrafii și un număr mai mare de dansatori, decât celelalte scurtmetraje folosite pentru promovarea altor discuri single din era I Am... Sasha Fierce.
Premiera lui „Video Phone” se dorea să aibă loc pe data de 5 noiembrie 2009, pe postul de televiziune MTV la ora 5:30 PM, la scurt timp de la interpretarea susținută de Beyoncé în Berlin, Germania, în cadrul MTV Europe Music Awards. Prima difuzare a materialului se preconiza a fi distribuită în peste 162 de țări și teritorii din lume. Cu toate acestea, premiera a fost decalată cu doisprezece zile, până pe data de 17 noiembrie. Într-un interviu oferit unui post de radio, Lady Gaga a declarat despre conversația sa cu Beyonce de la începutul filmărilor următoarele: „I-am zis, «Nu vreau să apar cu o coafură ciudată și să adopt stilul Gaga în videoclipul tău». Am spus, «Vreau să fiu ca tine»”.
Videoclipul începe cu prezentarea lui Knowles în compania unui grup de bărbați parcurgând o alee, acestă scenă reprezentând un omagiu adus filmului lui Quentin Tarantino din anul 1992, Reservoir Dogs. Secțiunea principală se deschide cu solista îmbrăcată într-un costum dintr-o singură piesă care se mulează pe corp (leotard) în timp ce interpretează începutul cântecului. De-a lungul primei strofe și al primului refren ea realizează o serie de coregrafii lascive în vecinătatea altor persoane de sex masculin. Versurile interpretate de Lady Gaga iau startul după primul refren, acesta fiind afișată într-o costumație identică cu cea purtată de Knowles în aceeași secvență. Cele două realizează un nou dans, în paralel fiind prezentate cadre în care cele două folosesc o serie de arme de jucărie. Scurtmetrajul se încheie cu afișarea lui Knowles pe o motocicletă, utilizând din nou o armă de jucărie. De-a lungul materialului artista îi aduce un omagiu lui Bettie Page, în timp ce mânuiește o serie de arme de foc.
Camilla, Ducesa de Cornwall, a criticat videoclipul celor două interprete, datorită scenelor ce conțin dansuri provocatoare, obiecte vestimentare sumare și arme de jucărie. Aceasta a blamat în general scurtmetrajele artiștilor hip-hop pentru faptul că „glorifică actele sexuale și violența”. În anul 2010, „Video Phone” a primit o nominalizare la premiile MTV Music Awards Japan la categoria „Cea mai bună colaborare”, în timp ce la gala distincțiilor BET Awards, materialul a câștigat la categoria „Videoclipul anului”, lucru ce a determinat-o pe Lady Gaga să le mulțumească fanilor prin intermediul Twitter pentru reușită. De asemenea, artistele au mai fost nominalizate la categoria „Cea mai bună colaborare”. Scurtmetrajul a fost adăugat și pe lista nominalizărilor MTV Video Music Awards 2010, cu cinci menționări, printre care „Cea mai bună colaborare”, „Cel mai bun videoclip feminin”, „Cel mai bun videoclip pop”. Alături de „Telephone”, „Video Phone” i-a adus lui Knowles un total de cinci nominalizări, în timp ce menționările lui Lady Gaga s-au ridicat la optsprezece (pentru „Bad Romance” și „Telephone”).

## Prezența în clasamente
„Video Phone” și-a făcut apariția în clasamentele americane la scurt timp după lansarea albumului de proveniență, I Am... Sasha Fierce, însă a înregistrat un salt important doar la aproximativ un an de zile de la debut, ocupând locul 66 în Billboard Hot R&B/Hip-Hop Songs. Până în momentul de față a atins treapta cu numărul 37, devenind cel de-al șaptelea șlagăr de top 50 al materialului în această ierarhie. În Billboard Hot 100 a debutat pe locul 65, după lansarea remixului oficial realizat în colaborare cu Lady Gaga, aceasta fiind și cea mai înaltă poziționare obținută de discul single. Astfel, „Video Phone” a devenit cea mai slab clasată compoziție a albumului I Am... Sasha Fierce. În prima săptămână de lansare, piesa s-a comercializat în peste 28.000 de exemplare în Statele Unite ale Americii, aproximativ 93% din total reprezentând vânzările variantei remixate, în timp ce varianta fără Lady Gaga s-a bucurat de succes în rândul posturilor de radio. Conform Nielsen Soundscan, „Video Phone” s-a comercializat în peste 287.000 de exemplare în Statele Unite ale Americii.
La nivel mondial „Video Phone” a înregistrat un parcurs similar. În Oceania a câștigat poziționări de top 40 atât în Australia, cât și în Noua Zeelandă, însă nu s-a ridicat la nivelul predecesoarelor sale. Piesa a suferit și de un deficit de difuzări radio în aceste regiuni, în ultima țară ocupând doar locul 83 în ierarhia ce contorizează promovarea radio. O clasare de top 30 a fost câștigată în Spania, unde în cea de-a doua săptămână cântecul a urcat până pe treapta cu numărul 26. Deși a beneficiat de promovare și de difuzări din partea posturilor de televiziune, „Video Phone” nu a reușit să intre în ierarhiile din Irlanda, iar în Regatul Unit a devenit cel mai slab clasat single al lui Knowles din întreaga sa carieră (fiind întrecut doar de compoziția nepromovată în acea regiune, „Diva”). În ciuda poziționării dezamăgitoare, „Video Phone” s-a comercializat în peste 50.000 de exemplare pe teritoriul acestei țări. Cu toate acestea, înregistrarea a devenit cel de-al treilea cântec de pe albumul I Am... Sasha Fierce ce obține locul 1 în ierarhia Brasil Hot 100, performanță obținută și de baladele „If I Were a Boy” și „Halo”.

## Clasamente
| Țară (clasament)                      | Poziția maximă             | Referință                  |
| Remix alături de Lady Gaga            | Remix alături de Lady Gaga | Remix alături de Lady Gaga |
| ------------------------------------- | -------------------------- | -------------------------- |
| Argentina (Argentina Singles Chart)   | 60                         | [ 59 ]                     |
| Australia (ARIA)                      | 31                         | [ 17 ]                     |
| Australia (ARIA — „Urban”)            | 9                          | [ 60 ]                     |
| Belgia — Flandra (Ultratop)           | 54                         | [ 61 ]                     |
| Belgia — Valonia (Ultratop)           | 54                         | [ 61 ]                     |
| Brazilia (Brasil Hot 100)             | 1                          | [ 56 ]                     |
| Brazilia (Top 30 Dance Club Play)     | 5                          | [ 62 ]                     |
| Cehia (IFPI)                          | 39                         | [ 63 ]                     |
| Croația (e!Hot)                       | 25                         | [ 16 ]                     |
| Noua Zeelandă (RIANZ)                 | 32                         | [ 17 ]                     |
| Noua Zeelandă (Radioscope — Difuzări) | 83                         | [ 53 ]                     |
| Regatul Unit (OCC — UK Singles Chart) | 58                         | [ 17 ]                     |
| Regatul Unit (OCC — UK R&B Chart)     | 21                         | [ 64 ]                     |
| România (Romania Airplay Top 100)     | 76                         | [ 65 ]                     |
| Spania (Promusicae)                   | 26                         | [ 17 ]                     |
| S.U.A. (Billboard Hot 100)            | 65                         | [ 17 ]                     |
| S.U.A. (Billboard Hot Dance Songs)    | 1                          | [ 66 ]                     |

| Țară (clasament)                      | Poziția maximă     | Referință          |
| Versiune originală                    | Versiune originală | Versiune originală |
| ------------------------------------- | ------------------ | ------------------ |
| Australia (ARIA)                      | 66                 | [ 67 ]             |
| Australia (ARIA — „Urban”)            | 20                 | [ 60 ]             |
| Regatul Unit (OCC — UK Singles Chart) | 91                 | [ 68 ]             |
| Regatul Unit (OCC — UK R&B Chart)     | 37                 | [ 69 ]             |
| S.U.A. (Billboard Hot R&B Songs)      | 37                 | [ 50 ]             |
| S.U.A. (Billboard Hot Dance Songs)    | 9                  | [ 50 ]             |

## Versiuni oficiale
| - „Video Phone” (versiunea de pe albumul I Am... Sasha Fierce) - „Video Phone” (negativ) - „Video Phone” (remix în colaborare cu Lady Gaga) - „Video Phone” (remix realizat de Gareth Wyn) | - „Video Phone” (editare radio realizată de Gareth Wyn) - „Video Phone” (remix realizat de Oli Collins și Fred Portelli) - „Video Phone” (remix realizat de Doman și Goodin) - „Video Phone” (remix „My Digital Enemy”) |

## Personal
- Sursa:[5]
- Voce: Beyoncé Knowles (și Lady Gaga pe remixul oficial);
- Textieri: Beyoncé Knowles, Shondrae „Bangladesh” Crawford, Sean „The Pen” Garrett, Angela Beyincé, Lady Gaga — (doar pe remixul oficial);
- Producători: Bangladesh, The Pen, Beyoncé Knowles;
- Înregistrat de: Miles Walker;
- Asistat de: Kory Aaron și Michael Miller la studiourile „Silent Sound”, „Patchwerk”, „Atlanta” și „Bangladesh” (Atlanta, Georgia, S.U.A.);
- Suport vocal înregistrat la: studiourile „Roc The Mic” (New York, New York, S.U.A.) de Jim Caruana;
- Compilat de: Matt „Spike” Stent.

## Datele lansărilor
| Țara         | Data lansării      | Casă de discuri  | Format              | Referințe     |
| ------------ | ------------------ | ---------------- | ------------------- | ------------- |
| Regatul Unit | 14 noiembrie 2008  | Columbia Records | descărcare digitală | [ 4 ]         |
| S.U.A.       | 18 noiembrie 2008  | Columbia Records | descărcare digitală | [ 6 ]         |
| S.U.A.       | 22 septembrie 2009 | Columbia Records | difuzare radio      | [ 2 ]         |
| S.U.A.       | 17 noiembrie 2009  | Columbia Records | premieră videoclip  | [ 10 ]        |
| S.U.A.       | 17 noiembrie 2009  | Columbia Records | Disc single         | [ 28 ] [ 29 ] |
| Irlanda      | 18 noiembrie 2009  | Columbia Records | EP                  | [ 70 ]        |
| Danemarca    | 20 noiembrie 2009  | Columbia Records | EP                  | [ 71 ]        |
| Franța       | 20 noiembrie 2009  | Columbia Records | EP                  | [ 30 ]        |
| Italia       | 20 noiembrie 2009  | Columbia Records | EP                  | [ 31 ]        |
| Mexic        | 20 noiembrie 2009  | Columbia Records | EP                  | [ 32 ]        |
| Norvegia     | 20 noiembrie 2009  | Columbia Records | EP                  | [ 72 ]        |
| Spania       | 20 noiembrie 2009  | Columbia Records | EP                  | [ 73 ]        |
| S.U.A.       | 20 noiembrie 2009  | Columbia Records | EP                  | [ 33 ]        |
| Suedia       | 20 noiembrie 2009  | Columbia Records | EP                  | [ 74 ]        |
| Regatul Unit | 21 noiembrie 2009  | Columbia Records | EP special          | [ 34 ]        |

Notă
- Descărcările digitale au devenit disponibile odată cu lansarea albumului.